# 三街站
三街站位于中国广西壮族自治区桂林市灵川县三街镇，为湘桂铁路车站，距离衡阳站337千米，距离凭祥站676千米。该站建于1957年，现为四等站，已不办理客运业务。。